# Orthotrichum pseudostramineum
Orthotrichum pseudostramineum är en bladmossart som beskrevs av Dismier 1927. Orthotrichum pseudostramineum ingår i släktet hättemossor, och familjen Orthotrichaceae. Inga underarter finns listade i Catalogue of Life.